# Municipio La Guardia
Das Municipio La Guardia ist ein Verwaltungsbezirk im Departamento Santa Cruz im südamerikanischen Anden-Staat Bolivien.

## Lage im Nahraum
Das Municipio La Guardia ist eines von fünf Municipios in der Provinz Andrés Ibáñez. Es grenzt im Nordosten an das Municipio Santa Cruz, im Südosten und Süden an die Provinz Cordillera, im Westen an das Municipio El Torno und im Nordwesten an das Municipio Porongo. Der zentrale Ort ist La Guardia im nordwestlichen Teil des Municipios mit 76.123 Einwohnern (Volkszählung 2012).

## Geographie
Das Municipio La Guardia liegt östlich der Cordillera Oriental am Rande des bolivianischen Tieflandes und grenzt sich nach Nordwesten durch den Río Piraí zum Municipio Porongo ab. Die Region weist ein semihumides schwülfeuchtes Tropenklima auf mit geringen Tages- und Nachtschwankungen der Temperaturen.
Der jährliche Niederschlag in der Region liegt bei etwa 1000 mm, die Jahresdurchschnittstemperatur beträgt 24 °C (siehe Klimadiagramm Santa Cruz). Einer kurzen Trockenzeit von Juli bis August mit Monatsniederschlägen von nur 30 bis 40 mm steht eine ausgedehnte Feuchtezeit gegenüber, in der von Dezember bis Februar die Monatswerte zwischen 135 und 160 mm liegen. Die monatlichen Durchschnittstemperaturen schwanken zwischen 20 °C im Juni und Juli und 26 °C von Oktober bis Dezember.

## Bevölkerung
Die Einwohnerzahl des Municipios ist zwischen 1992 und 2024 auf das Sechsfache angestiegen:
| Jahr | Einwohner | Quelle       |
| ---- | --------- | ------------ |
| 1992 | 22.250    | Volkszählung |
| 2001 | 39.552    | Volkszählung |
| 2012 | 89.080    | Volkszählung |
| 2024 | 147.622   | Volkszählung |

Die Bevölkerungsdichte des Municipios bei der letzten Volkszählung von 2024 betrug 150,6 Einwohner/km², der Anteil der städtischen Bevölkerung ist 90,3 Prozent. Die Lebenserwartung der Neugeborenen lag im Jahr 2001 bei 65,8 Jahren, der Alphabetisierungsgrad bei den über 15-Jährigen betrug 89,4 Prozent.
Aufgrund der historisch bedingten Zuwanderung von Agrarbevölkerung im 20. Jahrhundert weist die Region einen gewissen Anteil an indigener Bevölkerung auf: Im Municipio La Guardia sprechen 17,1 Prozent der Einwohner Quechua.

## Politik
Ergebnis der Regionalwahlen (concejales del municipio) vom 4. April 2010:
| Wahl- berechtigte |  | Wahl- beteiligung | gültige Stimmen |  | VOCES  | MAS-IPSP | FA    |
| ----------------- |  | ----------------- | --------------- |  | ------ | -------- | ----- |
| 32.375            |  | 27.815            | 23.510          |  | 13.776 | 8.316    | 1.418 |
|                   |  | 85,9 %            | 84,5 %          |  | 58,6 % | 35,4 %   | 6,0 % |

Ergebnis der Regionalwahlen (elecciones de autoridades políticas) vom 7. März 2021:
| Wahl- berechtigte |  | Wahl- beteiligung | gültige Stimmen |  | MAS-IPSP | CREEMOS | UNIDOS | SOL    | ASIP   | MNR    |
| ----------------- |  | ----------------- | --------------- |  | -------- | ------- | ------ | ------ | ------ | ------ |
| 78.936            |  | 69.056            | 65.289          |  | 31.182   | 30.606  | 1.715  | 854    | 719    | 213    |
|                   |  | 87,48 %           | 94,55 %         |  | 47,76 %  | 46,88 % | 2,63 % | 1,31 % | 1,10 % | 0,33 % |

## Gliederung
Das Municipio La Guardia untergliederte sich bei der letzten Volkszählung von 2012 in die folgenden fünf Kantone (cantones):
- 07-0104-01 Kanton La Guardia – 18 Ortschaften – 80.401 Einwohner
- 07-0104-02 Kanton El Carmen – 3 Ortschaften – 559 Einwohner
- 07-0104-04 Kanton Pedro Lorenzo – 1 Ortschaft – 2.041 Einwohner
- 07-0104-05 Kanton Peji – 14 Ortschaften – 3.828 Einwohner
- 07-0104-06 Kanton San José – 1 Ortschaft – 2.251 Einwohner

## Ortschaften
- Kanton La Guardia
  - La Guardia 76.123 Einw. – Swift Current 1155 Einw. – Villa Victoria 396 Einw.

- Kanton El Carmen
  - Balcon 2 524 Einw.

- Kanton Pedro Lorenzo
  - Pedro Lorenzo 2041 Einw.

- Kanton Peji
  - Basilio 1318 Einw. – Olivera 357 Einw.

- Kanton San José
  - San José 2251 Einw.